# Красна Слободка
Кра́сна Слобо́дка (рос. Красная Слободка) — село у складі Бузулуцького району Оренбурзької області, Росія.

## Населення
Населення — 349 осіб (2010; 423 у 2002).
Національний склад (станом на 2002 рік):
- росіяни — 78 %